# 카페릴리
카페릴리(Cafe Lily)는 미국 뉴욕주 브루클린에 위치한 우즈베키스탄 한식당이다. 2015년에 문을 열었으며, 우즈베키스탄 욜와, 고려인 요리, 러시아 요리를 제공한다.